# I al sin glans nu stråler solen
I al sin glans nu stråler solen är en av Danmarks mest älskade pingstpsalmer, med text av Grundtvig (med ursprunglig stavning I al sin Glans nu straaler Solen), vars danska originaltext också finns i Den svenska psalmboken 1986.

## Publicerad i
- Psalmebog for Kirke og Hjem som nr 295
- Den svenska psalmboken 1986 som nr 643